# ظلال (فلم)
ظلال، فيلم وثائقي مصري من إنتاج عام 2010، وعرض في 30 سبتمبر 2014، مدته ساعة ونصف، ومن إخراج ماريان خوري ومصطفى الحسناوي. فاز الفيلم بجائزة العرض التليفزيوني علي قناة «الرأي» الثالثة بالتليفزيون الإيطالي، من خلال مشاركته في مهرجان البحر المتوسط للأفلام الوثائقية. وقد كان ضمن أفلام مبادرة سينما زاوية للمشاهدة المجانية على الإنترنت لتشجيع الناس على الحفاظ على العزل المنزلي ضمن جائحة فيروس كورونا.

## المحتوى
في إطار توثيقي، يلتقي الفيلم خلال رحلته بعدد من النزلاء، والمرضى النفسيين في مستشفى (العباسية)، ومستشفى (الخانكة) بمدينة (القاهرة)، حيث يتناول الفيلم من خلال الاستماع إلى حكاياتهم الشخصية ما أدى بهم إلى الانتهاء كنزلاء في هذه المستشفيات، والمحيط اليومي المعتاد الذي يعيشون فيه، ومدى تأثير السنوات التي قضوها بين الجدران عليهم.
ركز فيلم «ظلال» على التصورات الفردية والمجتمعية تجاه المرضى العقليين، بما أثار تساؤلات حول مفهوم «الجنون» ذاته.

## ردود الفعل
حاز «ظلال» إعجاب النقاد، وكان عرضه العالمي الأول في مهرجان فينيسيا السينمائي لعام 2010. كما حاز الفيلم على جائزة «قناة الراي الإيطالية» في دورة عام 2011 لمهرجان الأفلام التسجيلية الدولي من البحر المتوسط.